# Egerika Range
Die Egerika Range (englisch; bulgarisch Хребет Егерика Chrebet Egerika) ist ein größtenteils vereistes, in nord-südlicher Ausrichtung 16,2 km langes, 7 km breites und bis zu 1200 m hohes Gebirge in den nördlichen Ausläufern des Herbert-Plateaus an der Danco-Küste des Grahamlands auf der Antarktischen Halbinsel. Zur Obretenik Bastion im Süden besteht eine Verbindung über den Kormyansko Saddle. Der Blériot-Gletscher liegt westlich, die Hughes Bay nordwestlich und der Cayley-Gletscher östlich von ihm.
Britische Wissenschaftler kartierten es 1978. Die bulgarische Kommission für Antarktische Geographische Namen benannte es 2014 nach der thrakischen Siedlung Egerika im Westen Bulgariens.